# Unciaal 055
Unciaal 055 (Gregory-Aland) is een van de Bijbelse handschriften. Het dateert uit de 11e eeuw en is geschreven met hoofdletters (uncialen) op perkament.

## Beschrijving
Het bevat de tekst van de vier Evangeliën. De gehele Codex bestaat uit 303 bladen (26 x 19,5 cm) en werd geschreven in een kolom per pagina, 37 regels per pagina.
De Codex geeft de Byzantijnse tekst weer. Kurt Aland niet plaats hem in een categorie.

## Geschiedenis
Het handschrift bevindt zich in de Bibliothèque nationale de France (Gr. 201) in Parijs.